# Orfeó de Sants
L'Orfeó de Sants és una entitat cultural fundada el desembre de 1901 al barri de Sants de Barcelona. D'origen obrer, al llarg de la seva història ha sigut dirigit per mestres de l'alçada d'Antoni Pérez i Moya o Enric Ribó. Des de l'any 1982 - 2013 ha estat dirigit per la mestra Montserrat Tous i Alsina. Els últims anys la mestra Tous ha compartit direcció amb els mestres, primer Alfred Cañamero i després amb Daniel Antoli. En l'actualitat, temporada 2013 - 2014, torna a portar ella sola la direcció del Cos Coral.
Actualment l'Orfeó està en un moment de canvis essencials, a l'espera de la construcció de la seva nova seu social al carrer Miquel Àngel / Papin, al costat dels Jardins de Can Mantega. Des de 2006 és gestionat per la Fundació Privada Orfeó de Sants.

## Cor de l'Orfeó
Format actualment per 20 cantaries. L'entrada al Cor és lliure, prèvia prova de nivell. Per ser cantaire és requisit fer-ser soci de l'entitat.

## Seccions
Al voltant del cor de cantaries de l'Orfeó, eix vertebrador de l'entitat, han aparegut al llarg dels anys diferents seccions que han eixamplat el ventall d'activitats ofertes als membres de l'entitat. Actualment les seccions de l'Orfeó de Sants són:
- Cor Orfeó de Sants
- Puntaires

## Història

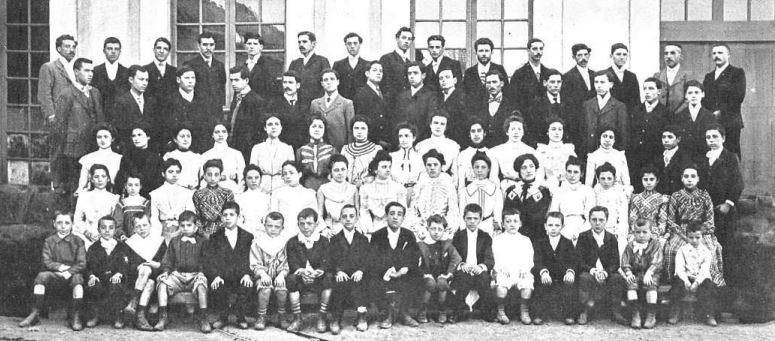
L'Orfeó el 1903

La gènesi i creació de l'Orfeó de Sants s'emmarca en el mateix procés de naixement d'un autèntic moviment cultural i identitari iniciat a partir de la segona meitat del segle xix i articulat a l'entorn del moviment coral.
En un context progressivament més industrialitzat, la ciutadania, fonamentalment obrera, es nodria i desenvolupava culturalment i lúdica a redós d'iniciatives com els Cors de Clavé, per a homes sols, d'influència clarament instructiva i moralitzant, a l'hora que reivindicativa d'un seguit de necessitats i canvis socials que prepararien una autèntica evolució –a voltes, revolució.
Mentre tot això passava, en l'àmbit espanyol i europeu, el moviment coral patia un desenvolupament de caràcter unitari, fins homogeneïtzador. Per contra, el model català apuntava –i consolidava- una característica pròpia: la defensa de la llengua catalana, fet que es va traduir no només en la incorporació de diverses obres del cançoner popular català al repertori de les diverses formacions corals sinó en convertir la llengua en una autèntica eina de i per al coneixement i la comunicació, oral i escrita.
L'Orfeó, per tant, com a concepte, és deutor i fill d'una època: la iniciada l'any 1833 amb la cèlebre Oda a la Pàtria d'Aribau. És el miratge en la Renaixença el que explica el fort arrelament i la vitalitat dels orfeons, en genèric, i de l'Orfeó de Sants, en particular.
Dels inicis a la permanència: l'adaptació a un context convuls
Desapareguda la indústria i minvats els oficis, l'amalgama social –i, de retruc, també cultural- segueix inspirant-se en l'esperit i tarannà dels fundadors de l'Orfeó.
Només un únic parèntesi obligat davant la duresa del context que és, fonamentalment, la crueltat de la Guerra Civil –el que anirà del 1937 al 1940- aturarien el degoteig constant d'actuacions, de vivències, de treball... L'ocupació del local d'assaig per part de grups radicals comportà pèrdues irreparables, fins incalculables, pel que fa a la documentació i al mobiliari de l'entitat. Però res no s'esborrà. Res, si més no, del que fou i és encara definitori, del que és essencial.
En aquest sentit, resulta bàsica la publicació periòdica d'un butlletí mensual que glossava no únicament l'activitat de l'entitat des del 1920 fins al 1937 –període durant el qual s'edità- sinó que també interaccionava i es completava amb les informacions aparegudes en altres publicacions, destinades a recollir testimonis particulars i valuosos que ens ajuden a confegir la veritable història de l'entitat, del barri i de la Barcelona d'una època d'ebullició.
Arribats a aquest punt, cal destacar la represa d'activitats que significà, entrada la dècada dels quaranta –segle xx-, la implicació amb l'Orfeó de Sants per part d'Assumpció Munné, dona d'aspecte feble però d'una fortalesa inusual. És, per tant, la força dels testimonis, de les persones, de les veus individuals i col·lectives, el que farà créixer l'entitat.
Els noms propis
De l'impuls i la força de la batuta inicial, la d'Estanislau Mateu Valls, l'Orfeó n'ha retingut els millors moments. Cal, però, resseguir el que el temps ha evidenciat com a relleus excel·lents: Llorenç Carbonell, Manuel Bosser, Normand Soler i, especialment important, Antoni Pérez Moya, qui dirigí l'Agrupació Coral creada a l'entorn de l'Orfeó de Sants del 1926 al 1958. És a Pérez Moya a qui cal atribuir l'etapa de major cohesió dels cantaires, acompanyada de la implicació directa de tots ells amb un projecte que anava força més enllà de l'activitat artística. Més tard vingueren Elisard Sala, Enric Ribó i Montserrat Tous i Daniel Antolí. des de la temporada 2013 - 2014, torna a dirigir el cor Montserrat Tous i Alsina. En 2001 va rebre la Creu de Sant Jordi.

## Problemàtica del nou local
La construcció del nou local de l'Orfeó de Sants s'ha vist endarrerida per la irrupció d'uns okupes en els edificis preexistents en el terreny. Afortunadament, l'agost del 2007 el jutge ordenà el desallotjament de l'edifici ocupat i l'Orfeó pogué iniciar les obres de construcció del nou local.
Les obres del nou edifici, es van aturar a causa de la crisi. Després d'entrar la Fundació Privada de l'Orfeó de Sants, propietària de l'edifici, en concurs de creditors. El 26/10/2014, l'Ajuntament anuncia que es fa càrrec de l'edifici, per fer un centre per les entitats del barri de Sants.
Posteriorment es va decidir que l'edifici acollís la nova Escola Municipal de Música per als districtes de Sants-Montjuïc i Les Corts i el barri de l'Esquerra de l'Eixample. El centre estaria previst per a 500 places, amb un total de 2.700m2, entre les 24 aules i un auditori per a 300 localitats. A febrer de 2019 s'havia previst que la nova Escola començaria les seves activitats el curs 2021-22, però a abril de 2022 les obres no s'havien iniciat encara i l'Ajuntament va informar que l'actuació s'ajornaria al proper mandat. A novembre de 2023 es va fer públic un nou ajornament per al mandat següent.